# Wizernes
Wizernes [wizɛʁn] (ndl.: "Wezerne") ist eine französische Gemeinde im Département Pas-de-Calais der Region Nord-Pas-de-Calais. Sie liegt vier Kilometer südwestlich von Saint-Omer am Fluss Aa. Die Gemeinde ist in mehrere Ortsteile unterteilt und ist mit Ensdorf im Saarland verschwistert. Sie gehört zum Regionalen Naturpark Caps et Marais d’Opale.

## Geschichte
Das Dorf gründet sich auf einem gallorömischen Oppidum und erhielt im Jahr 844 den Namen Weserinium. Im Zweiten Weltkrieg  wurde der Ort infolge eines alliierten Luftangriffes im Rahmen der Operation Crossbow auf die nahegelegene V2-Raketenabschussbasis Schotterwerk Nordwest stark beschädigt.

## Sehenswürdigkeiten

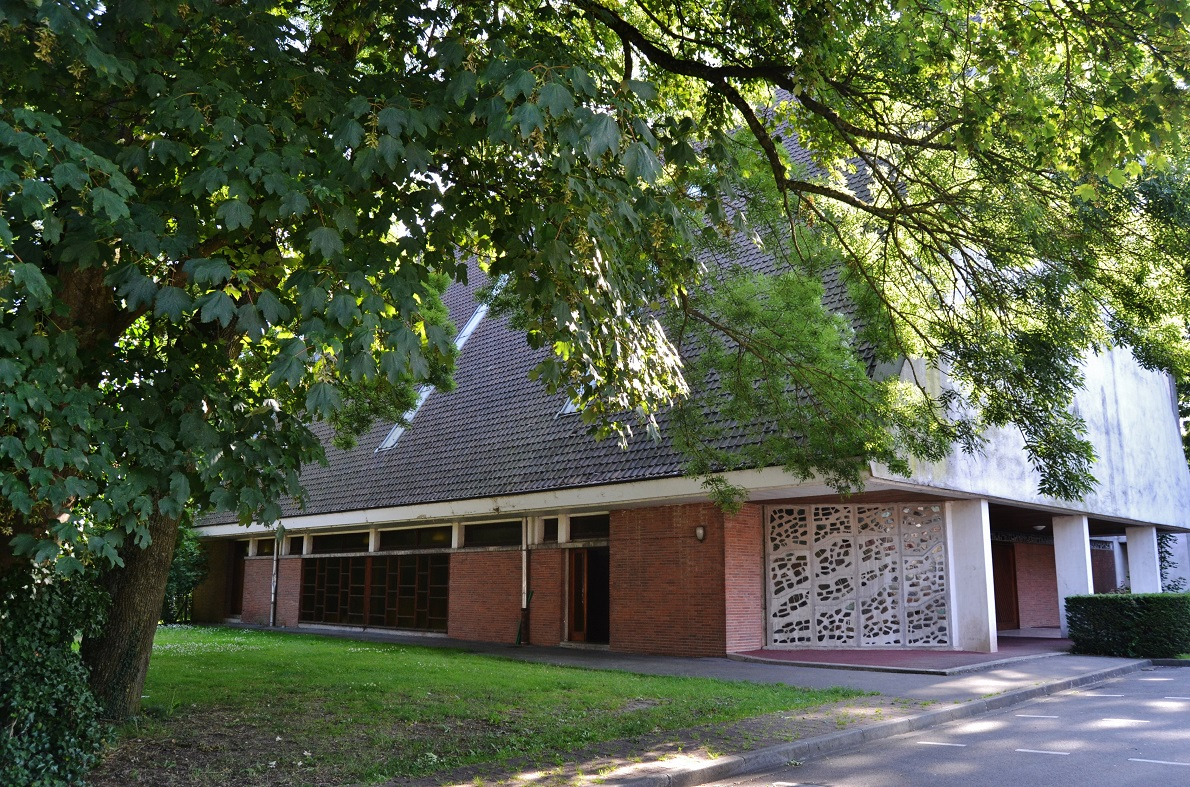
Kirche Saint-Folquin

- Kirche St. Folquin ist aus dem 20. Jahrhundert
- Papeterie Dambricourt mit seinen Standorten in der Rue du Bousquet und in der Rue du Moulin
- Mahnmal zum Gedenken an die Gefallenen der beiden Weltkriege

## Verkehr
Hier kreuzen sich die Départementsstraßen D 928 und D 211. Der Bahnhof liegt an der nicht elektrifizierten Eisenbahnstrecke von Saint-Omer nach Hesdigneul. Der Flugplatz Saint-Omer-Wizernes dient lediglich der allgemeinen Luftfahrt.